# Patacskő
Patacskő (szlovákul: Vtáčkovce, korábban Ptáčkovce) község Szlovákiában, a Kassai kerület Kassa-környéki járásában.

## Fekvése
Kassától 20 km-re északkeletre, az Ósva-patak és a Tarca között fekszik.

## Története
1427-ben az adóösszeírásban említik először, ekkor tíz portát számláltak a faluban. Birtokosa Kecer János volt és később is – a többszöri zálogba adás ellenére – a család tulajdona maradt. 1567-ben csak másfél porta volt a településen, 1578-ban 8 ház állt a faluban.
A 18. század végén Vályi András így ír róla: „PATACSKO. Patacskovce. Tót falu Sáros Vármegyében, földes Ura a’ Királyi Kamara, lakosai külömbfélék, fekszik Keczer Peklinnek szomszédságában, mellynek filiája, határbéli földgyei ollyanok, és más vagyonnyai is, mint Mudróczé, második osztálybéli.”
Fényes Elek 1851-ben kiadott geográfiai szótárában így ír a faluról: „Patacskó, tót falu, Sáros vmegyében, közel Patakhoz: 49 kath., 103 evang., 3 zsidó lak. Derék erdő. F. u. Keczer. Ut. p. Böki.”
A trianoni békeszerződésig Sáros vármegye Lemesi járásához tartozott.

## Népessége
| Év:            | 1994. | 2004.    | 2014.    | 2024.    |
| -------------- | ----- | -------- | -------- | -------- |
| Emberek száma: | 572   | 829      | 1035     | 1305     |
| Eltérés:       |       | +44,93 % | +24,84 % | +26,08 % |

| Év:            | 2023. | 2024.   |
| -------------- | ----- | ------- |
| Emberek száma: | 1279  | 1305    |
| Eltérés:       |       | +2,03 % |

1910-ben 213-an, többségében szlovákok lakták, jelentős magyar kisebbséggel.
2001-ben 721 lakosából 366 cigány és 353 szlovák volt.
2011-ben 935 lakosából 454 cigány és 367 szlovák.